# Giêrônimô
Thánh Giêrônimô (khoảng 347 tại Stridon, Nam Tư – 30 tháng 9 năm 420 tại Bethlehem; tên đầy đủ trong tiếng Latinh: Eusebius Sophronius Hieronymus, tiếng Hy Lạp: Εὐσέβιος Σωφρόνιος Ἱερώνυμος), cũng được gọi là Thánh Giêrôm (Hierom) là một linh mục Kitô giáo, nhà thông thái và được phong là Tiến sĩ Hội thánh. Ông là người đầu tiên dịch bộ Cựu Ước từ tiếng Hebrew sang tiếng Latinh, nằm trong bản Vulgata.
Ông chịu phép rửa tội từ năm 19 tuổi. Sau đó ông quyết tâm hiến thân cho Chúa và đến sống ẩn tu khổ hạnh trong sa mạc Chalcis ở Syria trong hai năm. Sau này, ông đến Antiochia, theo học trường chú giải Kinh Thánh, học thông thạo các ngôn ngữ Latinh, Hy Lạp, Hebrew, Aram và được thụ phong linh mục.
Sau đó, ông trở về Roma và làm thư ký riêng cho Giáo hoàng Đamasô I. Khi giáo hoàng này qua đời, Giêrônimô phải rời Roma vì tính tình ông nóng nảy và bộc trực nên có nhiều kẻ thù. Ông đến Bethlehem và thành lập một tu viện dành cho phụ nữ tu hành. Chính tại đây, ông dành tất cả thì giờ để học hỏi Kinh Thánh và dịch Cựu ước từ tiếng Hipri và Aram, bản dịch đầu tiên này được gọi là bản dịch Vulgate. Công Đồng Triđentinô đã tu sửa bản dịch này và đến nay vẫn được coi là văn bản chính thức của Giáo hội Công giáo Rôma.

## Lời trích
| “ | Ở nơi xa xôi nhất của sa mạc hoang vu đầy đá sỏi, như thiêu đốt dưới cái nóng hực lửa của mặt trời đã khiến các tu sĩ cư ngụ nơi đây cũng phải khiếp sợ, tôi thấy mình như ở giữa những say mê và đàn đúm ở Rôma. Trong sự đầy ải và tù ngục mà tôi tự ý xử phạt mình vì sợ hỏa ngục, nhiều khi tôi thấy mình ở giữa đám thiếu nữ Rôma như tôi đã từng sống với họ: Trong cái cơ thể lạnh ngắt và trong da thịt nứt nẻ của tôi, dường như tôi đã chết trước khi thực sự chết, lại khao khát được sống. Cô đơn trước kẻ thù này, linh hồn tôi phủ phục dưới chân Đức Giêsu, lấy nước mắt rửa chân Ngài, và tôi chế ngự xác thịt với những tuần lễ ăn chay. Tôi không xấu hổ để thố lộ những sự cám dỗ, nhưng tôi đau buồn vì trước đây tôi không được như bây giờ..." (trích thư Thánh Giêrôm gửi Thánh Eustochium) | ” |

.